# Бондурівка (Вінницький район)
Бондурі́вка — село в Україні, у Немирівській міській громаді Вінницького району Вінницької області. Населення становить 328 осіб.

## Історія
12 червня 2020 року, відповідно до Розпорядження Кабінету Міністрів України  № 707-р «Про визначення адміністративних центрів та затвердження територій територіальних громад Вінницької області», увійшло до складу Немирівської міської громади.
19 липня 2020 року, в результаті адміністративно-територіальної реформи та ліквідації Немирівського району, село увійшло до складу Вінницького району.

## Географія
Біля села знаходиться ботанічна пам'ятка природи місцевого значення Дуб-патріарх та заповідне урочище Криковецька дача

## Відомі люди
- Малик Хома Васильович (1903—1943) — радянський військовик, учасник нацистсько-радянської війни, Герой Радянського Союзу (посмертно).

Осадчук Станіслав Васильович (1965—2015) — солдат Збройних сил України, учасник російсько-української війни. Народився 1965 року в селі Бондурівка Вінницької області. Закінчив бондурівську середню школу, згодом — Крижопільське БПТУ № 9 за спеціальністю екскаваторника, деякий час працював за професією. Протягом 1983—1985 років проходив строкову військову службу в лавах ЗС СРСР. Демобілізувавшись, повернувся до Бондурівки, працював трактористом та охоронцем на тракторному стані. Мобілізований 8 липня 2015 року, пройшов навчання на 233-му загальновійськовому полігоні (село Мала Любаша Костопільського району) Солдат механізованого батальйону, 14-та окрема механізована бригада, старший навідник. 13 листопада 2015-го загинув під час бойових сутичок в районі Мар'їнка — Курахове: на взводному опорному пункті зазнав вогнепального поранення, не сумісного з життям. Тоді ж загинули солдат Руслан Скотенюк, сержант Юрій Ясан, сержант Олег Романович. Похований у селі Бондурівка. Без Станіслава лишилися дружина, три доньки.
Нагороди та вшанування
- у Вінниці встановлено пам'ятний знак на честь вінничан — Героїв Небесної сотні та загиблих героїв АТО, серед них викарбуване й ім'я Станіслава Осадчука[3].
- Його портрет розміщений на меморіалі «Стіна пам'яті полеглих за Україну» у Києві: секція 7, ряд 9, місце 39
- Вшановується 13 листопада на щоденному ранковому церемоніалі вшанування українських захисників, які загинули цього дня у різні роки внаслідок російської збройної агресії[4]
- вщановується щороку 29 серпня Вінницькою ОВА в день пам'яті воїнів-захисників, які загинули в боротьбі за незалежність, суверенітет і територіальну цілісність України[5]